# Liste der Gouverneure von Odisha
Die folgende Tabelle listet die Gouverneure von Odisha seit der Unabhängigkeit Indiens mit jeweiliger Amtszeit auf. Den Namen Odisha trägt der Bundesstaat seit 4. November 2011, davor hieß er Orissa. Ein Gouverneursamt gab es in Orissa bereits seit 1. April 1936 als die oriyasprachigen Gebiete unter britischer Kolonialverwaltung zu einer einheitlichen Provinz wurden. Der erste indischstämmige Gouverneur war vom 1. April 1946 bis zur Gründung des indischen Staates Chandulal Madhavlal Trivedi (1893–1981).
| #  | Name                                       | Amtsantritt        | Ende der Amtszeit  |
| 1  | Kailash Nath Katju (1887–1968)             | 15. August 1947    | 20. Juni 1948      |
| 2  | Asaf Ali (1888–1953)                       | 21. Juni 1948      | 5. Mai 1951        |
| 3  | V. P. Menon (1894–1966)                    | 6. Mai 1951        | 17. Juli 1951      |
| 4  | Asaf Ali (1888–1953)                       | 18. Juli 1951      | 6. Juni 1952       |
| 5  | Saiyid Fazl Ali (1886–1959)                | 7. Juni 1952       | 9. Februar 1954    |
| 6  | P. S. Kumaraswamy Raja (1898–1957)         | 10. Februar 1954   | 11. September 1956 |
| 7  | Bhimsen Sachar (1894–1978)                 | 12. September 1956 | 30. Juli 1957      |
| 8  | Yeshwant Narayan Sukthankar (1897–1973)    | 31. Juli 1957      | 15. September 1962 |
| 9  | Ajudhia Nath Khosla (1892–1984)            | 16. September 1962 | 4. August 1966     |
| 10 | Khaleell Ahommed                           | 5. August 1966     | 11. September 1966 |
| 11 | Ajudhia Nath Khosla (1892–1984)            | 12. September 1966 | 30. Januar 1968    |
| 12 | Shaukatullah Shah Ansari (1908–1972)       | 31. Januar 1968    | 19. September 1971 |
| 13 | Jogendra Singh (1903–1979)                 | 20. September 1971 | 30. Juni 1972      |
| 14 | Gatikrushna Misra (1913–2009)              | 1. Juli 1972       | 7. November 1972   |
| 15 | B. D. Jatti (1912–2002)                    | 8. November 1972   | 20. August 1974    |
| 16 | Gatikrushna Misra (1913–2009)              | 21. August 1974    | 24. Oktober 1974   |
| 17 | Akbar Ali Khan (1899–1994)                 | 25. Oktober 1974   | 16. April 1976     |
| 18 | Shiv Narain Shankar (1915–)                | 17. April 1976     | 6. Februar 1977    |
| 19 | Harcharan Singh Brar (1922–2009)           | 7. Februar 1977    | 22. September 1977 |
| 20 | Bhagwat Dayal Sharma (1918–1993)           | 23. September 1977 | 29. April 1980     |
| 21 | C. M. Poonacha (1910–1990)                 | 30. April 1980     | 30. September 1980 |
| 22 | Sukanta Kishore Ray (1918–2002)            | 1. Oktober 1980    | 3. November 1980   |
| 23 | C. M. Poonacha (1910–1990)                 | 4. November 1980   | 24. Juni 1982      |
| 24 | Ranganath Misra (1926–2012)                | 25. Juni 1982      | 31. August 1982    |
| 25 | C. M. Poonacha (1910–1990)                 | 1. September 1982  | 16. August 1983    |
| 26 | Bishambhar Nath Pande (1906–1998)          | 17. August 1983    | 19. November 1988  |
| 27 | Saiyid Nurul Hasan (1921–1993)             | 20. November 1988  | 6. Februar 1990    |
| 28 | Yagya Dutt Sharma (1922–1996)              | 7. Februar 1990    | 31. Januar 1993    |
| 29 | Saiyid Nurul Hasan (1921–1993)             | 1. Februar 1993    | 31. Mai 1993       |
| 30 | B. Satyanarayan Reddy (1927–2012)          | 1. Juni 1993       | 17. Juni 1995      |
| 31 | G. Ramanujam (1915–2001)                   | 18. Juni 1995      | 30. Januar 1997    |
| 32 | K. V. Raghunatha Reddy (1924–2002)         | 31. Januar 1997    | 12. Februar 1997   |
| 33 | G. Ramanujam (1915–2001)                   | 13. Februar 1997   | 12. Dezember 1997  |
| 34 | K. V. Raghunatha Reddy (1924–2002)         | 13. Dezember 1997  | 26. April 1998     |
| 35 | C. Rangarajan (* 1932)                     | 27. April 1998     | 14. November 1999  |
| 36 | M. M. Rajendran (1935–2023)                | 15. November 1999  | 16. November 2004  |
| 37 | Rameshwar Thakur (1927–2015)               | 17. November 2004  | 20. August 2007    |
| 38 | Murlidhar Chandrakant Bhandare (1928–2024) | 21. August 2007    | 30. Juni 2008      |
| 39 | Syed Sibtey Razi (* 1939)                  | 1. Juli 2008       | 18. Juli 2008      |
| 40 | Murlidhar Chandrakant Bhandare (1928–2024) | 19. Juli 2008      | 20. März 2013      |
| 41 | S. Chubatoshi Jamir (* 1931)               | 21. März 2013      | 20. März 2018      |
| 42 | Satya Pal Malik (1946–2025)                | 21. März 2018      | 28. Mai 2018       |
| 43 | Ganeshi Lal (* 1941)                       | 29. Mai 2018       | 30. Oktober 2023   |
| 44 | Raghubar Das (* 1955)                      | 31. Oktober 2023   | im Amt             |